# Музыкальный ансамбль

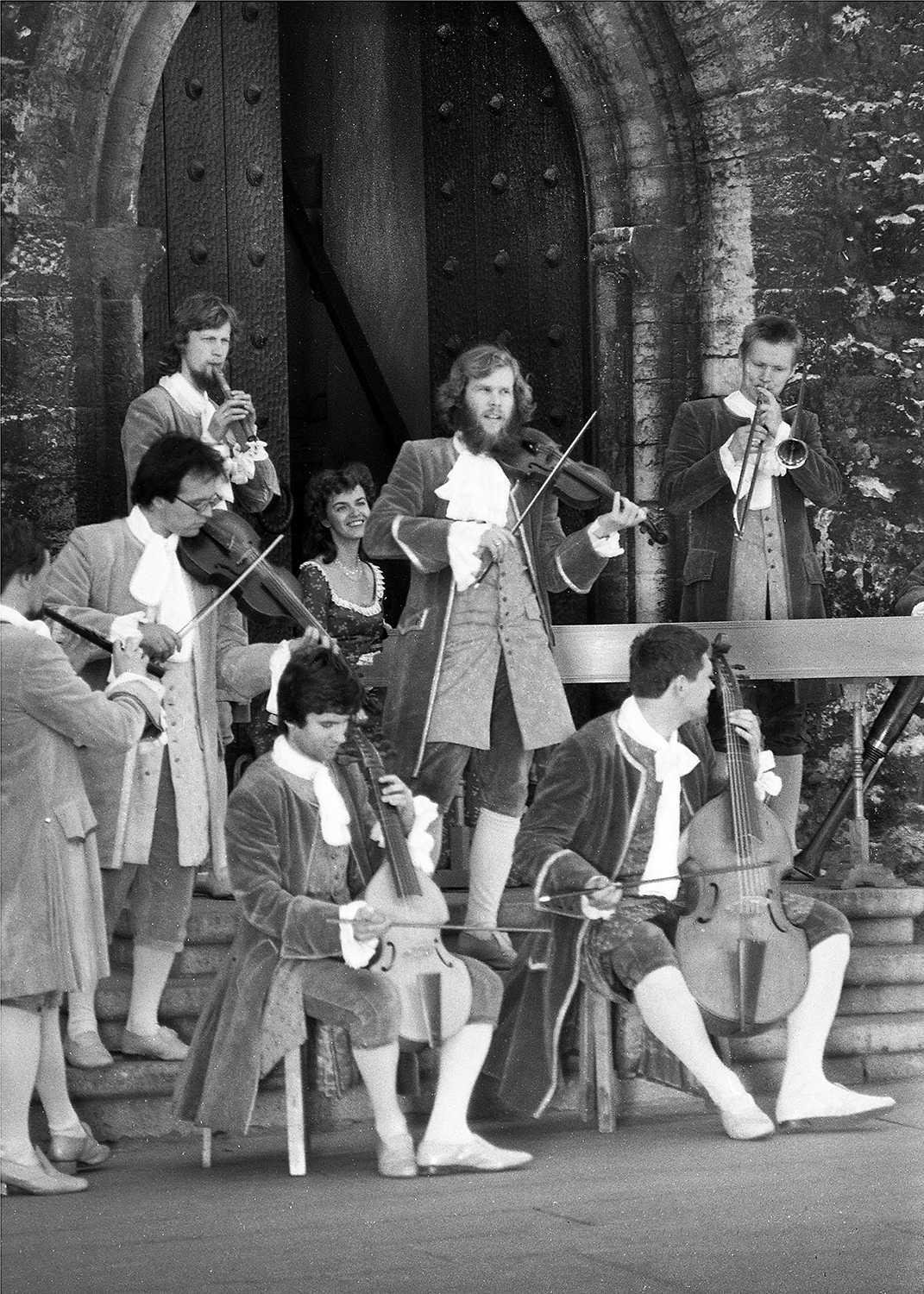
Музыкальный ансамбль Hortus Musicus

Анса́мбль (от фр. ensemble «вместе, множество») — группа выступающих совместно исполнителей, обычно немногочисленного состава; также музыкальное произведение для ансамбля исполнителей.

## Виды ансамблей
В зависимости от количества исполнителей (от двух и более) ансамбль называется дуэтом, трио (терцетом), квартетом, квинтетом, секстетом, септетом, октетом, нонетом, дециметом, ундециметом или дуодециметом (по латинским названиям чисел). Каждую партию в подобных камерных ансамблях исполняет один музыкант. 
Из области академической музыки название «ансамбль» распространилось в некоторые другие: в частности, в советской эстрадной музыке 1970-х гг. был широко распространён термин ВИА (вокально-инструментальный ансамбль). Ансамблями могут также называть хоры, оркестры и объединённые оркестрово-хоровые коллективы.

## Специфика ансамблевой игры
Умение играть с одним или несколькими партнерами составляет одну из важнейших сторон профессионального мастерства музыканта-исполнителя. Сольное выступление артиста (без аккомпанемента, без партнеров) возможно лишь в очень ограниченных сферах инструментальной деятельности (концерты пианистов, органистов). В своём письме Е. К. Альбрехту Бородин писал:
Я глубоко убежден, что камерная музыка представляет одно из самых могущественных средств для развития музыкального вкуса и понимания.
Первые попытки описания манеры игры и технических особенностей, присущих различным камерно-инструментальным ансамблям, были предприняты в работах Л. Н. Раабена «Вопросы квартетного исполнительства» (1960 г.), «Инструментальный ансамбль в русской музыке», (М., 1961), «Советская камерно-инструментальная музыка» (М.,1963). Выдающийся советский педагог А. Готлиб сравнивал пианиста-солиста с чтецом, а пианиста-ансамблиста — с актёром, участвующим в спектакле. Чтец адресует своё выступление непосредственно аудитории, актёр — партнёру. Чтец исполняет произведение целиком, актёр — свою роль, то есть часть целого.
Для того, чтобы успешно играть в музыкальном ансамбле, музыканту недостаточно свободно владеть своим инструментом. Игра музыканта в ансамбле отличается от сольного выступления как особый вид исполнительского искусства, предполагающий формирование и развитие специальных знаний и навыков, специфически ансамблевых исполнительских качеств. Одним из них является навык, который А. Готлиб называл «ансамблевой фокусировкой слуха»: если пианист-солист привык слушать себя и только себя, то пианист-ансамблист должен отказаться от привычной для солиста фокусировки слуха, так как звучание его инструмента уже не представляет собой единственной, самодовлеющей ценности и зависит от звучания других инструментов ансамбля. Книга А. Готлиба «Основы ансамблевой техники» (1971 г.), где понятие «ансамблевая техника» вводится в музыкальную педагогику, считается важным вкладом в исследование вопросов теории и практики ансамблевого исполнительства и до сих пор не утратила свою актуальность.

## Ансамблевые произведения в современной музыке
По мере развития звукозаписывающей аппаратуры ансамблевое исполнение претерпело коренные изменения. Если в прошлом ансамблевое произведение могло исполняться только группой (ансамблем) музыкантов, то в XX веке благодаря широкому распространению электронных музыкальных инструментов такие произведения стали существовать часто только в виде продукции студий звукозаписи, когда звучание ансамбля инструментов достигается не коллективом исполнителей, а методом многократного наложения (многоканальной записи) или путём использования компьютеров и секвенсеров:4. Например, Пол Маккартни на своём дебютном сольном студийном альбоме сам исполнил все инструментальные партии, играя на каждом инструменте и используя четырёхдорожечный магнитофон.